# Уряд Москви

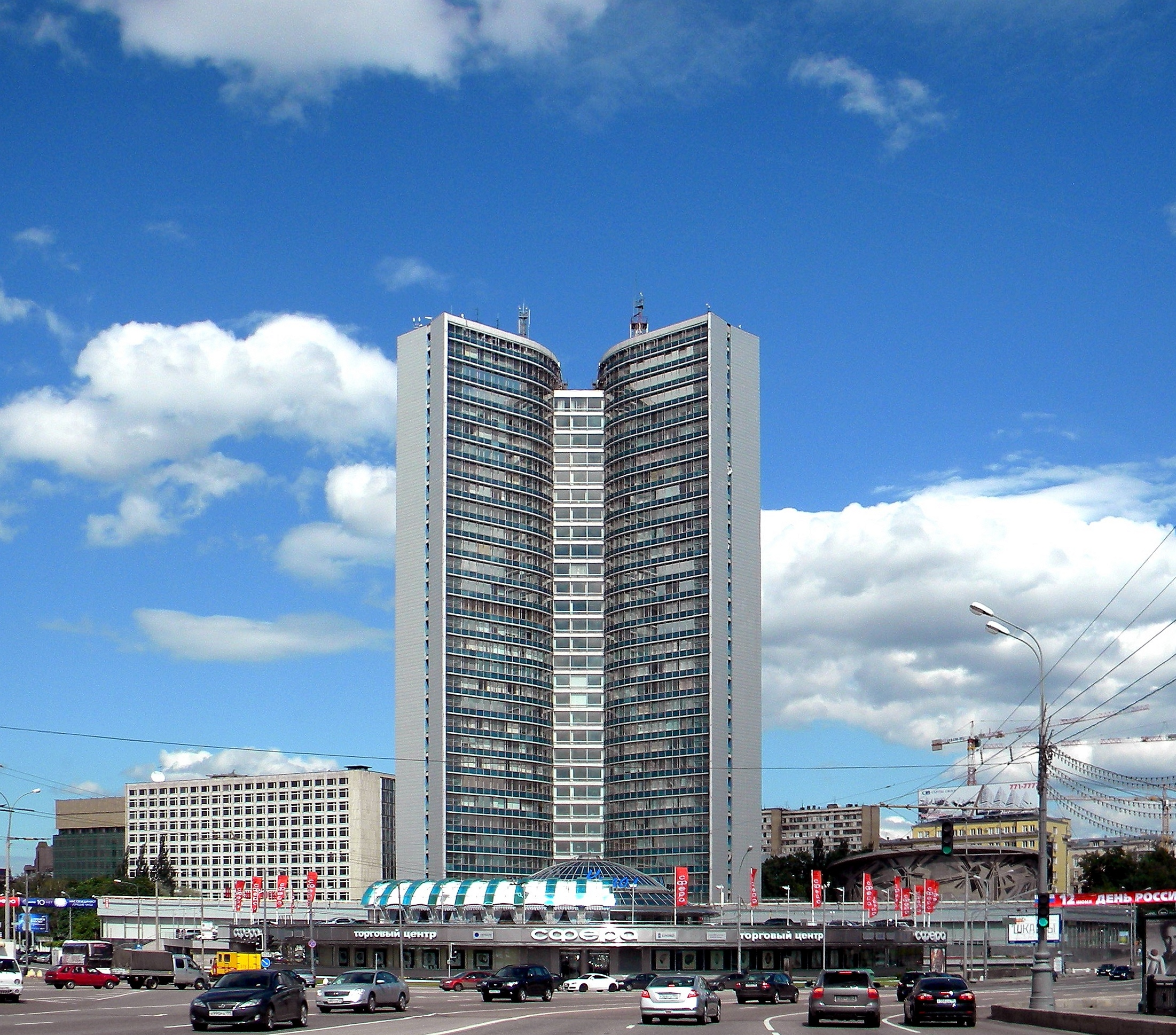
Будівля Уряду Москви, за адресою: вулиця Новий Арбат, будинок № 36

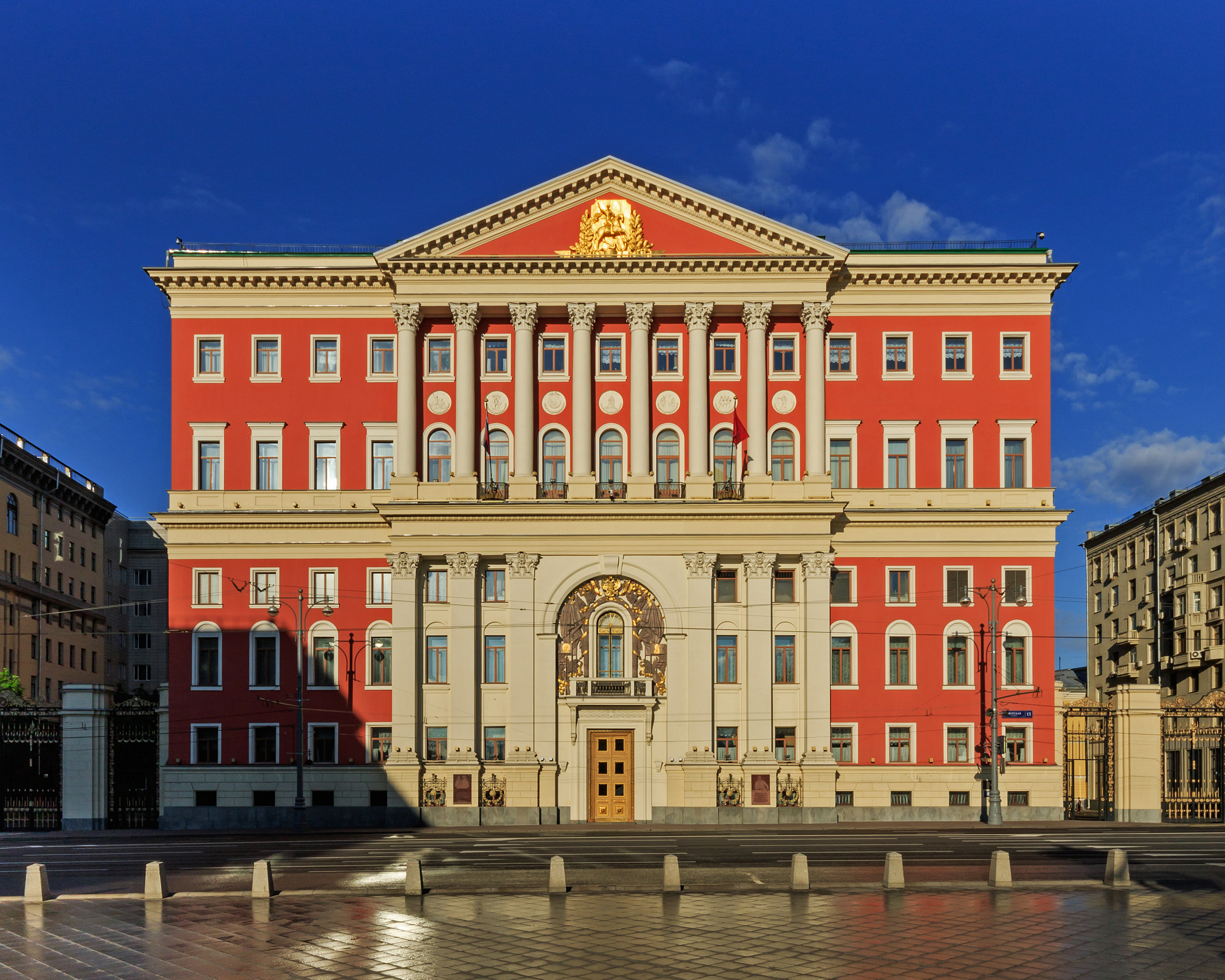
Будівля уряду Москви, розташоване за адресою Тверська вулиця, будинок № 13

Уряд Москви (рос. Правительство Москвы) — є вищим виконавчим органом державної влади Москви. Уряд Москви очолює вищою посадовою особою міста Москви, тобто мера Москви.
Члени Уряду Москви є Мер Москви, заступники мера Москви в Уряді Москви і міністри Уряду Москви. Уряд Москви видає накази (розпорядження Уряду Москви), які за підписом мера Москви. Уряд Москви має статус юридичної особи. Структура і функціонування Уряду Москви встановлюються законом Москви, прийнятий Московської міської Думи.
Згідно з Конституцією Російської Федерації, Москва є самостійним суб'єктом Російській Федерації, так званим містом федерального значення.